# Adrian Rotter
Adrian Rotter  (* 7. Oktober 1897 in Neuhof b. Theresienstadt, Böhmen; †  12. April 1967 in Kirchau) war ein österreichischer Diplomat.

## Leben
Adrian Rotter wurde von 1915 bis 1917 im Ersten Weltkrieg eingesetzt. Bis 1920 studierte er an der Konsular-Akademie in Wien und trat in den auswärtigen Dienst. Von 1921 bis 1927 wurde er in Bukarest beschäftigt. Von 1928 bis 1937 wurde er in Rom beschäftigt. Von 1937 bis 1938 war er Geschäftsträger in Sofia. Mit dem Anschluss Österreichs wurde das Gesetz zur Wiederherstellung des Berufsbeamtentums auch dort angewandt und Adrian Rotter in den Ruhestand versetzt.
1945 wurde er beim Bevollmächtigten der österreichischen Interessen in der Tschechoslowakei beschäftigt. 1946 war er politischer Vertreter Österreichs in Rom. 1947 war er Gesandter in Prag. Von 1949 bis 1951 war er Gesandter in Rio de Janeiro. Von 1952 bis 1953 leitete er die wirtschaftspolitischen Abteilung im Außenministerium in Wien. Am 15. März 1954 wurde er zum Leiter der österreichischen Verbindungsstelle in Bonn ernannt und wurde als solcher am 31. März 1954 akkreditiert. Am 29. November 1955 wurde er zum Botschafter in Bonn ernannt und war als solcher vom 6. Januar 1956 bis 22. März 1958 akkreditiert.

## Ehrungen
- 1955: Großes Verdienstkreuz mit Stern und Schulterband
- 1958: Großkreuz des Verdienstordens der Bundesrepublik Deutschland